# マナトゥト県
マナトゥト県（テトゥン語：Manatutu、葡: Manatuto）は、東ティモールの県のひとつ。同国の中部に位置する。南北が海に接する、国内でも二つしかない県のひとつ（もう一方はラウテン県）で、北はウェタル海峡、南はティモール海に面する。東でバウカウ県とヴィケケ県、さらに西でマヌファヒ県、アイレウ県、ディリ県と接する。このような地勢から、たいていの地理的多様性を有している。
1706 km2に2008年の推計で3万8580人が暮らす。県都はマナトゥト。
ポルトガル領ティモール時代、マナトゥト県には同名の議会があった。現在はバリケ＝ナタルボラ、ラクロ、ラクルバル、ラレイア、マナトゥト、ソイバダの六地区から成る。初代大統領で現在は首相を務めるシャナナ・グスマンの生誕地として知られる。彼はマナトゥト市街から19km東へ行ったラレイア村で生まれた。
東ティモールの公用語はテトゥン語とポルトガル語だが、マナトゥト県では多くの人々がマレー・ポリネシア語派に属すガロリ語も話す。このガロリ語も、憲法上では「公用語」とされている。
|  |  |